# Iglesia de Santa Ninó de Aghaiani
La iglesia de Santa Ninó de Aghaiani (en georgiano: აღაიანის ნინოწმინდის ეკლესია) es una iglesia ortodoxa medieval ubicada sobre el monte Tkhoti, 2 km al suroeste del pueblo de Aghaiani en el distrito de Kaspi, Shida Kartli, Georgia. Se conserva en el lugar una de las tres cruces de madera erigidas—según la tradición histórica—a petición de Santa Ninó para marcar la adopción del cristianismo por las personas de Kartli. La estructura actual es una iglesia de salón, resultado de la remodelación del siglo IX-X de una anterior edificación en cruz inscrita. Forma parte de la lista de monumentos culturales de Georgia.

## Ubicación
La iglesia de Aghaiani se encuentra en la cima del monte Tkhoti, a 845 m de altura, en el margen izquierdo del río Mtkvari. Según la tradición histórica georgiana medieval, fue en este monte que una repentina oscuridad envolvió a Mirian, un rey pagano de Kartli, y la luz no se reanudó hasta que invocó al "dios de Ninó", una predicadora del cristianismo. Después de la conversión de Mirian, tradicionalmente fechada en 337, Ninó hizo erigir tres cruces de madera en Kartli, una de ellas en Tkhoti, otras dos en Ujarma y Mtsjeta, respectivamente. Posteriormente, se construyó una iglesia en este lugar.

## Diseño
El edificio existente, construido en piedra y ladrillo, mide 8.48 × 4.18 m. Originalmente era una estructura de cruz inscrita construida en los siglos VII o VIII. En el siglo IX o X, la iglesia fue remodelada a una iglesia de salón: su aspecto en forma de cruz se mantuvo así como un ábside semicircular y el ala occidental, pero la cúpula fue reemplazada por una bóveda de cañón apoyada en cinco arcos y se construyeron las alas norte y sur. Las entradas se encuentran al norte y al oeste. El interior está iluminado con dos ventanas, una en el ábside y la otra en el muro sur. La bahía central está cubierta con un frontón, mientras que las proyecciones norte y sur tienen techos inclinados. Un contrafuerte arqueado fue anexado a la fachada sur en el siglo XVI. La iglesia fue reparada en 2007.
Las paredes del santuario contienen fragmentos sobrevivientes de frescos e inscripciones. Las pinturas están datadas estilísticamente a fines del siglo X o principios del siglo XI. En la fachada este, una piedra angular del arco de la ventana representa tres cruces esculpidas. La fachada sur tiene una inscripción en la escritura medieval georgiana asomtavruli, dispuesta en tres líneas.